# Totál Dráma Akció
A Totál Dráma Akció (eredeti címén Total Drama Action) 2009 és 2010 között bemutatott kanadai televíziós animációs valóságshow-sorozat, amely a Totál Dráma második évadja, a Totál Dráma Sziget folytatása. Az első évadból visszatér 14 versenyző, akik – az első évadhoz hasonlóan – próbákon vesznek részt. A különbség az, hogy a Totál Dráma Akcióban már nem egy szigeten, hanem egy elhagyatott, városi filmstúdióban versenyeznek. Magyarországon a Cartoon Network csatornán látható, az első rész 2009. szeptember 3-án került adásba.

## Totál Dráma Akció: Utórengés Show
A Totál Dráma Akció: Utórengés Show a Totál Dráma Akció minisorozata, amely 4 epizódból áll. Ezek a 6., 12., 18. és 26. epizódokat foglalják el.
Ezekben az epizódokban az elsőként kiesett Geoff és Bridgette által vezetett TDA Utórengés Showba pillanthatunk bele. Ezek az epizódok bemutatják a legcikisebb és a kihagyott jeleneteket, valamint meginterjúvolják a két Utórengés Show között kiesőket. Ezekben az epizódokban nincsenek próbák, kivétel a 26-odik.

## Szereplők

### Műsorvezetők
- Chris McLean – Renácz Zoltán
- Séf – Kapácsy Miklós

### Fókusz Pullerek
- Gwen – Agócs Judit
- Duncan – Varga Gábor
- Leshawna – Pikali Gerda
- DJ – Gáspár András
- Heather – Dudás Eszter
- Harold – Molnár Levente

### Kameramanok
- Courtney – Solecki Janka
- Trent – Vári Attila
- Lindsay – Dögei Éva
- Justin – Pál Tamás
- Beth – Pupos Tímea
- Owen – Haagen Imre
- Izzy (Kaleidoszkóp, Felrobbanó) – Bogdányi Titanilla

### Csapaton kívül
- Bridgette – Németh Kriszta
- Geoff – Posta Victor

### Játékon kívül
- Ezekiel – Harcsik Róbert
- Noah – Markovics Tamás
- Eva – Oláh Orsolya
- Tyler – Joó Gábor
- Katy – Molnár Ilona
- Sadie – Mics Ildikó
- Cody – Joó Gábor (6. rész), Halasi Dániel (27. rész)
- Blaineley – Kiss Virág
- Josh – Király Adrián
- Sierra – Kerekes Andrea
- Alejandro – Honti Molnár Gábor
- DJ mamája – Grúber Zita
- Gordon – Szilvási Dániel

## Epizódok
| Bemutató dátuma | #  | Angol cím                                      | Zsáner               | Utolsó arany Chris             | Kieső                        |
| --------------- | -- | ---------------------------------------------- | -------------------- | ------------------------------ | ---------------------------- |
|                 |    |                                                |                      |                                |                              |
| MÁSODIK ÉVAD    |    |                                                |                      |                                |                              |
|                 |    |                                                |                      |                                |                              |
| 2009.09.10      | 01 | Monster Cash                                   | Szörnyes mozi        |                                |                              |
|                 |    |                                                |                      |                                |                              |
| 2009.09.17      | 02 | Alien Resurr-Eggtion                           | Űrlényes filmek      | LeShawna VS Geoff VS Bridgette | Geoff és Bridgette           |
|                 |    |                                                |                      |                                |                              |
| 2009.09.24      | 03 | Riot on Set                                    | Filmforgatás         | Lindsay VS Justin VS Izzy      | Izzy (először)               |
|                 |    |                                                |                      |                                |                              |
| 2009.10.01      | 04 | Beach Blanket Bogus                            | Tengerparti filmek   |                                |                              |
|                 |    |                                                |                      |                                |                              |
| 2009.10.08      | 05 | 3:10 to Crazytown                              | Westernfilmek        | Owen VS Trent                  | Trent                        |
|                 |    |                                                |                      |                                |                              |
| 2009.10.15      | 06 | Aftermath I: Trent's Descent                   |                      |                                |                              |
|                 |    |                                                |                      |                                |                              |
| 2009.10.22      | 07 | The Chefshank Redemption                       | Börtönfilmek         | Heather VS Gwen                | Gwen                         |
|                 |    |                                                |                      |                                |                              |
| 2009.10.29      | 08 | One Flu Over The Cuckoos                       | Kórházfilmek         |                                |                              |
|                 |    |                                                |                      |                                |                              |
| 2009.11.05      | 09 | The Sand Witch Project                         | Horrorfilmek         | Lindsay VS Justin              | DJ                           |
|                 |    |                                                |                      |                                |                              |
| 2009.11.12      | 10 | Masters of Disasters                           | Katasztrófafilmek    |                                |                              |
|                 |    |                                                |                      |                                |                              |
| 2009.11.19      | 11 | Full Metal Drama                               | Háborús filmek       | Justin VS Lindsay VS Izzy      | Izzy (másodszor)             |
|                 |    |                                                |                      |                                |                              |
| 2009.11.26      | 12 | Aftermath II: For-Gwen and Forget              |                      |                                |                              |
|                 |    |                                                |                      |                                |                              |
| 2009.12.10      | 13 | Ocean's Eight - or Nine                        | Bankos filmek        | Justin VS Owen                 | Owen                         |
|                 |    |                                                |                      |                                |                              |
| 2009.12.10      | 14 | One Million Bucks B.C.                         | Őskori filmek        |                                |                              |
|                 |    |                                                |                      |                                |                              |
| 2009.12.17      | 15 | Million Dollar Babies                          | Sportfilmek          | LeShawna VS Heather            | Heather                      |
|                 |    |                                                |                      |                                |                              |
| 2009.12.24      | 16 | Dial M for Merger                              | Kémfilmek            |                                |                              |
|                 |    |                                                |                      |                                |                              |
| 2009.12.31      | 17 | Super Hero-Id                                  | Szuperhősös filmek   | Duncan VS LeShawna             | LeShawna                     |
|                 |    |                                                |                      |                                |                              |
| 2010.01.07      | 18 | Aftermath III: O-wen or Lose                   |                      |                                |                              |
|                 |    |                                                |                      |                                |                              |
| 2010.01.14      | 19 | The Princess Pride                             | Tündérmesék          | Duncan VS Justin               | Justin                       |
|                 |    |                                                |                      |                                |                              |
| 2010.01.21      | 20 | Get a Clue                                     | Nyomozós filmek      |                                |                              |
|                 |    |                                                |                      |                                |                              |
| 2010.01.28      | 21 | Rock n' Rule                                   | Rock and Roll filmek | Duncan VS Lindsay              | Lindsay                      |
|                 |    |                                                |                      |                                |                              |
| 2010.02.04      | 22 | Crouching Courtney, Hidden Owen                | Kung-fu filmek       |                                |                              |
|                 |    |                                                |                      |                                |                              |
| 2010.02.11      | 23 | 2008: A Space Owen                             | Űrhajós filmek       | Courtney VS Harold             | Harold                       |
|                 |    |                                                |                      |                                |                              |
| 2010.02.18      | 24 | Top Dog                                        | Állatos filmek       | Duncan VS Owen VS Courtney     | Owen (másodszor) és Courtney |
|                 |    |                                                |                      |                                |                              |
| 2010.02.25      | 25 | Mutiny on the Soundstage                       | Kalózos filmek       |                                |                              |
|                 |    |                                                |                      |                                |                              |
| 2010.03.04      | 26 | Aftermath IV: Who Wants to Pick a Millionaire? |                      |                                | Beth                         |
|                 |    |                                                |                      |                                |                              |
| 2010.08.29      | 27 | Celebrity Manhunt's TDA Reunion Show           |                      |                                |                              |
| 2010.08.29      | 28 | Celebrity Manhunt's TDA Reunion Show           |                      |                                |                              |
|                 |    |                                                |                      |                                |                              |

## Kiesési táblázat
| Helyezés | Név       | Csapat          | Epizódok           | Epizódok           | Epizódok           | Epizódok           | Epizódok           | Epizódok           | Epizódok           | Epizódok           | Epizódok           | Epizódok           | Epizódok           | Epizódok           | Epizódok           | Epizódok                | Epizódok                | Epizódok                | Epizódok                | Epizódok                | Epizódok                | Epizódok                | Epizódok           | Epizódok           | Epizódok           | Epizódok           | Epizódok           | Epizódok           | 3. évad   |
| Helyezés | Név       | Csapat          | 1                  | 2                  | 3                  | 4                  | 5                  | 6                  | 7                  | 8                  | 9                  | 10                 | 11                 | 12                 | 13                 | 14                      | 15                      | 16                      | 17                      | 18                      | 19                      | 20                      | 21                 | 22                 | 23                 | 24                 | 25                 | 26                 | 3. évad   |
| -------- | --------- | --------------- | ------------------ | ------------------ | ------------------ | ------------------ | ------------------ | ------------------ | ------------------ | ------------------ | ------------------ | ------------------ | ------------------ | ------------------ | ------------------ | ----------------------- | ----------------------- | ----------------------- | ----------------------- | ----------------------- | ----------------------- | ----------------------- | ------------------ | ------------------ | ------------------ | ------------------ | ------------------ | ------------------ | --------- |
| 1        | Beth      | Kameramanok     | V                  | V                  | V                  | V                  | V                  | V                  | N                  | V                  | V                  | V                  | V                  | V                  | V                  | N                       | N                       | V                       | V                       | V                       | V                       | V                       | V                  | V                  | N                  | N                  | N                  | 1                  | NEM       |
| 2        | Duncan    | Fókusz pullerek | N                  | V                  | N                  | N                  | N                  | V                  | V                  | N                  | N                  | N                  | N                  | V                  | N                  | V                       | V                       | V                       | U                       | V                       | U                       | V                       | U                  | V                  | V                  | V                  | N                  | 2                  | IGEN      |
| 4/3      | Owen      | Kameramanok     | N                  | V                  | V                  | V                  | U                  | V                  | N                  | V                  | V                  | V                  | V                  | V                  | K                  | Visszatér a 21. részben | Visszatér a 21. részben | Visszatér a 21. részben | Visszatér a 21. részben | Visszatér a 21. részben | Visszatér a 21. részben | Visszatér a 21. részben | V                  | V                  | V                  | K                  |                    |                    | IGEN      |
| 4/3      | Courtney  | Kameramanok     | Kezd a 13. részben | Kezd a 13. részben | Kezd a 13. részben | Kezd a 13. részben | Kezd a 13. részben | Kezd a 13. részben | Kezd a 13. részben | Kezd a 13. részben | Kezd a 13. részben | Kezd a 13. részben | Kezd a 13. részben | Kezd a 13. részben | U                  | N                       | N                       | N                       | N                       | V                       | N                       | V                       | N                  | V                  | U                  | K                  |                    |                    | IGEN      |
| 5        | Harold    | Fókusz pullerek | N                  | V                  | N                  | N                  | N                  | V                  | V                  | N                  | N                  | N                  | N                  | V                  | N                  | V                       | V                       | V                       | V                       | V                       | V                       | V                       | V                  | N                  | K                  |                    |                    |                    | IGEN      |
| 6        | Lindsay   | Kameramanok     | V                  | V                  | U                  | V                  | V                  | V                  | N                  | V                  | U                  | V                  | V                  | V                  | V                  | N                       | N                       | N                       | V                       | V                       | V                       | N                       | K                  |                    |                    |                    |                    |                    | IGEN      |
| 7        | Justin    | Kameramanok     | N                  | V                  | U                  | V                  | V                  | V                  | N                  | V                  | U                  | V                  | U                  | V                  | V                  | N                       | N                       | V                       | V                       | V                       | K                       |                         |                    |                    |                    |                    |                    |                    | NEM       |
| 8        | LeShawna  | Fókusz pullerek | V                  | U                  | N                  | N                  | N                  | V                  | V                  | N                  | N                  | N                  | N                  | V                  | N                  | V                       | U                       | V                       | K                       |                         |                         |                         |                    |                    |                    |                    |                    |                    | IGEN      |
| 9        | Heather   | Fókusz pullerek | V                  | V                  | N                  | N                  | N                  | V                  | U                  | N                  | N                  | N                  | N                  | V                  | N                  | V                       | K                       |                         |                         |                         |                         |                         |                    |                    |                    |                    |                    |                    | IGEN      |
| 10       | Izzy      | Kameramanok     | V                  | V                  | K                  | Visszatér          | Visszatér          | Visszatér          | N                  | V                  | V                  | V                  | K                  |                    |                    |                         |                         |                         |                         |                         |                         |                         |                    |                    |                    |                    |                    |                    | IGEN      |
| 11       | DJ        | Fókusz pullerek | N                  | V                  | N                  | N                  | N                  | V                  | V                  | N                  | K                  |                    |                    |                    |                    |                         |                         |                         |                         |                         |                         |                         |                    |                    |                    |                    |                    |                    | IGEN      |
| 12       | Gwen      | Fókusz pullerek | V                  | N                  | N                  | N                  | N                  | V                  | K                  |                    |                    |                    |                    |                    |                    |                         |                         |                         |                         |                         |                         |                         |                    |                    |                    |                    |                    |                    | IGEN      |
| 13       | Trent     | Kameramanok     | N                  | N                  | V                  | V                  | K                  |                    |                    |                    |                    |                    |                    |                    |                    |                         |                         |                         |                         |                         |                         |                         |                    |                    |                    |                    |                    |                    | NEM       |
| 15/14    | Bridgette | Csapaton kívül  | V                  | K                  |                    |                    |                    |                    |                    |                    |                    |                    |                    |                    |                    |                         |                         |                         |                         |                         |                         |                         |                    |                    |                    |                    |                    |                    | IGEN      |
| 15/14    | Geoff     | Csapaton kívül  | N                  | K                  |                    |                    |                    |                    |                    |                    |                    |                    |                    |                    |                    |                         |                         |                         |                         |                         |                         |                         |                    |                    |                    |                    |                    |                    | NEM       |
| X        | Tyler     | Kieső           | TDA Utórengés      | TDA Utórengés      | TDA Utórengés      | TDA Utórengés      | TDA Utórengés      | TDA Utórengés      | TDA Utórengés      | TDA Utórengés      | TDA Utórengés      | TDA Utórengés      | TDA Utórengés      | TDA Utórengés      | TDA Utórengés      | TDA Utórengés           | TDA Utórengés           | TDA Utórengés           | TDA Utórengés           | TDA Utórengés           | TDA Utórengés           | TDA Utórengés           | TDA Utórengés      | TDA Utórengés      | TDA Utórengés      | TDA Utórengés      | TDA Utórengés      | TDA Utórengés      | IGEN      |
| X        | Katie     | Kieső           | TDA Utórengés      | TDA Utórengés      | TDA Utórengés      | TDA Utórengés      | TDA Utórengés      | TDA Utórengés      | TDA Utórengés      | TDA Utórengés      | TDA Utórengés      | TDA Utórengés      | TDA Utórengés      | TDA Utórengés      | TDA Utórengés      | TDA Utórengés           | TDA Utórengés           | TDA Utórengés           | TDA Utórengés           | TDA Utórengés           | TDA Utórengés           | TDA Utórengés           | TDA Utórengés      | TDA Utórengés      | TDA Utórengés      | TDA Utórengés      | TDA Utórengés      | TDA Utórengés      | NEM       |
| X        | Noah      | Kieső           | TDA Utórengés      | TDA Utórengés      | TDA Utórengés      | TDA Utórengés      | TDA Utórengés      | TDA Utórengés      | TDA Utórengés      | TDA Utórengés      | TDA Utórengés      | TDA Utórengés      | TDA Utórengés      | TDA Utórengés      | TDA Utórengés      | TDA Utórengés           | TDA Utórengés           | TDA Utórengés           | TDA Utórengés           | TDA Utórengés           | TDA Utórengés           | TDA Utórengés           | TDA Utórengés      | TDA Utórengés      | TDA Utórengés      | TDA Utórengés      | TDA Utórengés      | TDA Utórengés      | IGEN      |
| X        | Sadie     | Kieső           | TDA Utórengés      | TDA Utórengés      | TDA Utórengés      | TDA Utórengés      | TDA Utórengés      | TDA Utórengés      | TDA Utórengés      | TDA Utórengés      | TDA Utórengés      | TDA Utórengés      | TDA Utórengés      | TDA Utórengés      | TDA Utórengés      | TDA Utórengés           | TDA Utórengés           | TDA Utórengés           | TDA Utórengés           | TDA Utórengés           | TDA Utórengés           | TDA Utórengés           | TDA Utórengés      | TDA Utórengés      | TDA Utórengés      | TDA Utórengés      | TDA Utórengés      | TDA Utórengés      | NEM       |
| X        | Cody      | Kieső           | TDA Utórengés      | TDA Utórengés      | TDA Utórengés      | TDA Utórengés      | TDA Utórengés      | TDA Utórengés      | TDA Utórengés      | TDA Utórengés      | TDA Utórengés      | TDA Utórengés      | TDA Utórengés      | TDA Utórengés      | TDA Utórengés      | TDA Utórengés           | TDA Utórengés           | TDA Utórengés           | TDA Utórengés           | TDA Utórengés           | TDA Utórengés           | TDA Utórengés           | TDA Utórengés      | TDA Utórengés      | TDA Utórengés      | TDA Utórengés      | TDA Utórengés      | TDA Utórengés      | IGEN      |
| X        | Eva       | Kieső           | TDA Utórengés      | TDA Utórengés      | TDA Utórengés      | TDA Utórengés      | TDA Utórengés      | TDA Utórengés      | TDA Utórengés      | TDA Utórengés      | TDA Utórengés      | TDA Utórengés      | TDA Utórengés      | TDA Utórengés      | TDA Utórengés      | TDA Utórengés           | TDA Utórengés           | TDA Utórengés           | TDA Utórengés           | TDA Utórengés           | TDA Utórengés           | TDA Utórengés           | TDA Utórengés      | TDA Utórengés      | TDA Utórengés      | TDA Utórengés      | TDA Utórengés      | TDA Utórengés      | NEM       |
| X        | Ezekiel   | Kieső           | TDA Utórengés      | TDA Utórengés      | TDA Utórengés      | TDA Utórengés      | TDA Utórengés      | TDA Utórengés      | TDA Utórengés      | TDA Utórengés      | TDA Utórengés      | TDA Utórengés      | TDA Utórengés      | TDA Utórengés      | TDA Utórengés      | TDA Utórengés           | TDA Utórengés           | TDA Utórengés           | TDA Utórengés           | TDA Utórengés           | TDA Utórengés           | TDA Utórengés           | TDA Utórengés      | TDA Utórengés      | TDA Utórengés      | TDA Utórengés      | TDA Utórengés      | TDA Utórengés      | IGEN      |
| ÚJ       | Sierra    |                 | Kezd a 27. részben | Kezd a 27. részben | Kezd a 27. részben | Kezd a 27. részben | Kezd a 27. részben | Kezd a 27. részben | Kezd a 27. részben | Kezd a 27. részben | Kezd a 27. részben | Kezd a 27. részben | Kezd a 27. részben | Kezd a 27. részben | Kezd a 27. részben | Kezd a 27. részben      | Kezd a 27. részben      | Kezd a 27. részben      | Kezd a 27. részben      | Kezd a 27. részben      | Kezd a 27. részben      | Kezd a 27. részben      | Kezd a 27. részben | Kezd a 27. részben | Kezd a 27. részben | Kezd a 27. részben | Kezd a 27. részben | Kezd a 27. részben | IGEN      |
| ÚJ       | Alejandro |                 | Kezd a 27. részben | Kezd a 27. részben | Kezd a 27. részben | Kezd a 27. részben | Kezd a 27. részben | Kezd a 27. részben | Kezd a 27. részben | Kezd a 27. részben | Kezd a 27. részben | Kezd a 27. részben | Kezd a 27. részben | Kezd a 27. részben | Kezd a 27. részben | Kezd a 27. részben      | Kezd a 27. részben      | Kezd a 27. részben      | Kezd a 27. részben      | Kezd a 27. részben      | Kezd a 27. részben      | Kezd a 27. részben      | Kezd a 27. részben | Kezd a 27. részben | Kezd a 27. részben | Kezd a 27. részben | Kezd a 27. részben | Kezd a 27. részben | IGEN      |
| ÚJ       | Blaineley |                 | Kezd a 27. részben | Kezd a 27. részben | Kezd a 27. részben | Kezd a 27. részben | Kezd a 27. részben | Kezd a 27. részben | Kezd a 27. részben | Kezd a 27. részben | Kezd a 27. részben | Kezd a 27. részben | Kezd a 27. részben | Kezd a 27. részben | Kezd a 27. részben | Kezd a 27. részben      | Kezd a 27. részben      | Kezd a 27. részben      | Kezd a 27. részben      | Kezd a 27. részben      | Kezd a 27. részben      | Kezd a 27. részben      | Kezd a 27. részben | Kezd a 27. részben | Kezd a 27. részben | Kezd a 27. részben | Kezd a 27. részben | Kezd a 27. részben | FÉLIG NEM |

## Nemzetközi sugárzás
| Ország                                                                                         | Bemutató             | Cím                      |
| ---------------------------------------------------------------------------------------------- | -------------------- | ------------------------ |
| Magyarország HUN                                                                               | 2009. szeptember 10. | Totál Dráma Akció        |
| Lengyelország POL                                                                              | 2009. szeptember 10. | Plan Totalnej Porażki    |
| Románia ROM                                                                                    | 2009. szeptember 10. | Acţiune: Dramă Totală    |
| Amerikai Egyesült Államok USA                                                                  | 2009. június 11.     | Total Drama Action       |
| Kanada (Angol nyelvterület) CAN                                                                | 2009. január 11.     | Total Drama Action       |
| Kanada (Québec) CAN                                                                            | 2009. január 11.     | Défis Extrêmes: Action!  |
| Brazília BRA                                                                                   | 2010. február 7.     | Luzes, Drama, Ação!      |
| Mexikó MEX · Venezuela VEN · Peru PER · Argentína ARG · Chile CHI · Kolumbia COL               | 2010. február 7.     | Luz, Drama, Acción!      |
| Franciaország FRA                                                                              | 2010.szeptember      | Ciné défis extrêmes      |
| Dánia DEN · Svédország SWE · Norvégia NOR                                                      | 2009. szeptember 10. | Total Drama Action       |
| Olaszország ITA                                                                                | 2010. október 31     | A tutto reality - Azione |
| Oroszország RUS                                                                                | 2010. augusztus      | Город отчаянных актеров  |
| Csehország CZE · Szlovákia SVK · Németország GER · Ausztria AUT · Svájc SUI · Finnország FIN · | TBA                  | Total Drama Action       |

### Vetítés
| Ország                                                          | Évad | Epizódok | Első vetítés         | Utolsó vetítés      |
| --------------------------------------------------------------- | ---- | -------- | -------------------- | ------------------- |
| CAN                                                             | 2.   | 28       | 2009. január 11.     | 2010. június 10.    |
| USA                                                             | 2.   | 28       | 2009. június 11.     | 2010. április 6.    |
| HUN · POL · ROM                                                 | 2.   | 28       | 2009. szeptember 10. | 2010. szeptember 2. |
| DEN · SWE · NOR                                                 | 2.   | 28       | 2009. szeptember 10. | 2010. szeptember 2. |
| VEN · BRA · Dominikai Köztársaság · ARG · MEX · PER · CHI · COL | 2.   | 28       | 2010. február 7.     | 2011. január 30.    |
| ITA                                                             | 2.   | 28       | 2010. október 31.    | 2011. január 8      |
| CZE · FIN · SVK · GER · AUT · SWI                               | 2.   | 28       | TBA                  | TBA                 |

## Főcímdal
A Totál Dráma Akció elején a Totál Dráma-sorozat egységes főcímdala hallható, de más jelenetek futnak a zenével együtt.

### A főcímdal szövege
Magyar:
Király a tábor, a hely sirály,

A kaja gáz, de az sem fáj,

Ha az a kérdés, hogy mi lennék,

Hát habozás nélkül felelnék.

Vár, engem is vár a hírnév!
Ragyog a nap és hűs a víz,

Itt soha másban meg ne bízz,

Nem kell magad senkinek kiadni,

Utolsónak lenni,

Mert vár, engem is vár a hírnév!
Na, na, na...
Híres akarok,

Híres akarok,

Híres akarok lenni!

Híres akarok,

Híres akarok,

Híres akarok lenni!